# Gornji Babin Potok
Gornji Babin Potok – wieś w Chorwacji, w żupanii licko-seńskiej, w gminie Vrhovine. W 2011 roku liczyła 104 mieszkańców.